# Koudiat Bni Dghough
Koudiat Bni Dghough (en àrab كدية بني دغوغ, Kudiyyat Bnī Dḡūḡ; en amazic ⵣⵎⴰⵎⵔⴰ) és una comuna rural de la província de Sidi Bennour, a la regió de Casablanca-Settat, al Marroc. Segons el cens de 2014 tenia una població total de 15.181 persones.